# 韩启民
韩启民（1917年—1992年），曾用名韩荣仁，女，河北清苑人，中华人民共和国政治人物，曾任河北省人民政府副省长，河北省人大常委会副主任，第二届全国政协委员，第三届全国人大代表。